# Adoretus piscator
Adoretus piscator är en skalbaggsart som beskrevs av Ohaus 1914. Adoretus piscator ingår i släktet Adoretus och familjen Rutelidae. Inga underarter finns listade i Catalogue of Life.